# Rue Asunción
La calle Asunción en français : « rue Asunción » est une rue de Séville située dans le quartier de Los Remedios dans le district du même nom. Elle relie de manière verticale l'avenue Flota de Indias au sud à la place de Cuba au nord, qui termine l'avenue de la République argentine.

## Histoire
Avec la rue Sierpes, la rue Asunción est la rue la plus commerçante de Séville. De fait, il s'agit de la voie la plus fréquentée du quartier, par devant l'avenue de la République argentine. Sur décision de la mairie de Séville, les travaux de piétonisation de la rue débutent en mai 2009 pour s'achever en mars suivant,.